# Taide (nome)
Taide  è un nome proprio di persona italiano femminile.

## Varianti in altre lingue
- Catalano: Thaís[6], Taís
- Francese: Thaïs
- Greco antico: Θαΐς (Thaïs)[2][5]
- Inglese: Thaïs[7], Thais[7][8], Thaisa[7]
- Latino: Thais[5][8], Thaida[8]
- Polacco: Taida[8], Tais[8], Taisja[8], Tesja[8]
- Portoghese: Thaís
- Portoghese brasiliano: Thaís[2], Taís[2]
- Russo: Таисия (Taisija)[2][7][8]
- Sloveno: Tajda
- Spagnolo: Thais[6], Tais
- Tedesco: Thais[8]
- Ucraino: Таїсія (Taïsija)[2]

## Origine e diffusione

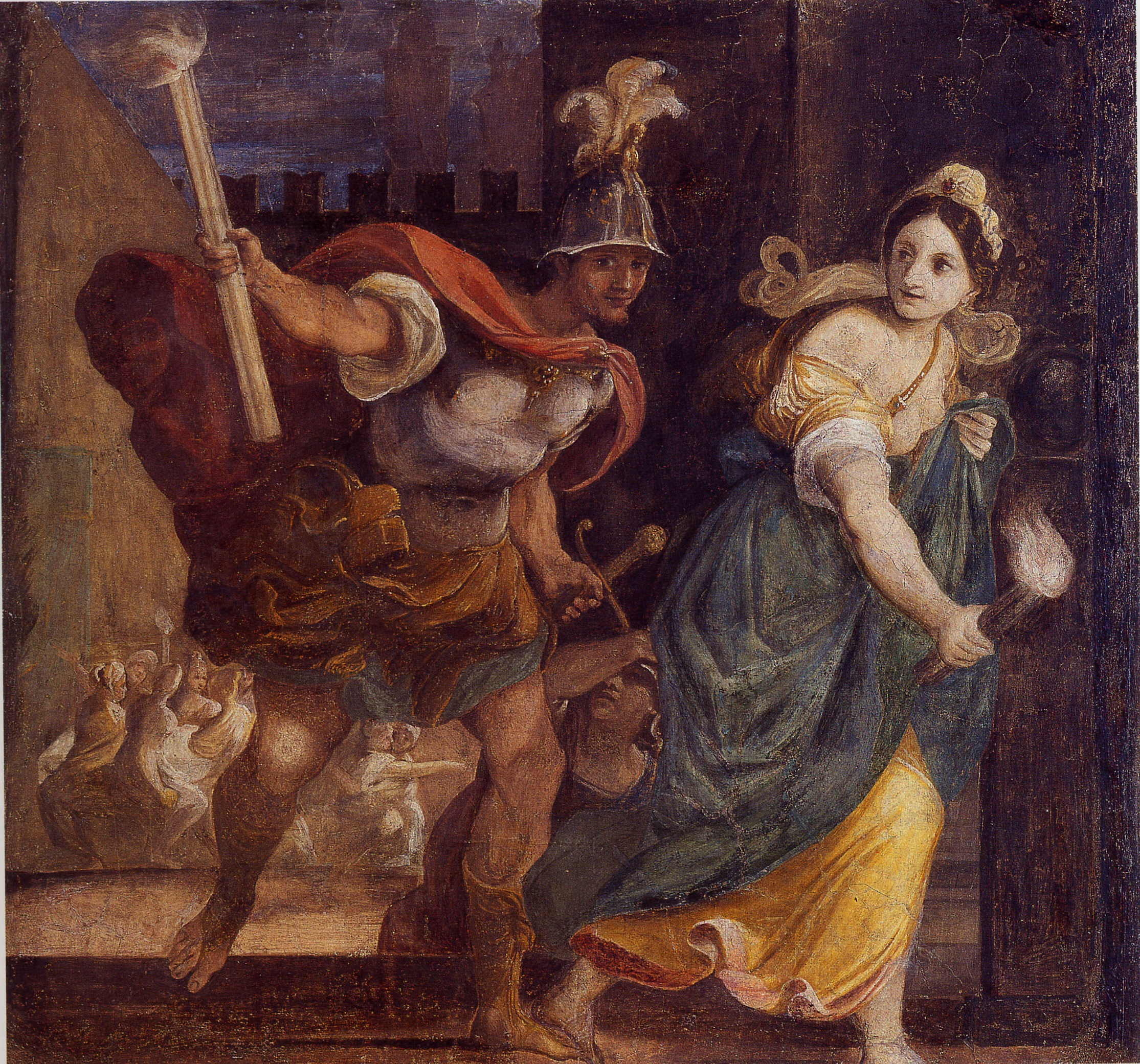
Alessandro Magno e Taide incendiano Persepoli in un dipinto di Ludovico Carracci

Continua l'antico nome greco Θαΐς (Thaïs), dall'etimologia oscura e non documentata. Tra le fonti che lo considerano di origine greca, diverse ipotizzano che possa riprendere il nome di un tipo di benda o fasciatura per il capo, altre che sia un'abbreviazione di Πυθαίς (Pythaís, femminile di Πυθαῖος, Pytháios, cioè "Pizio", "di Delfi", già epiteto di Apollo). Alternativamente, potrebbe essere un nome teoforico di origine egizia riferito alla dea Iside, da Thaisis, "di Iside".
Questo nome venne portato da Taide, un'etera ateniese al seguito di Alessandro Magno, e da santa Taide, una prostituta convertita di Alessandria d'Egitto, protagonista di una pia leggenda, dalla cui storia sono tratti un dramma di Roswitha e un romanzo di Anatole France (Taide), che a sua volta ha ispirato la Thaïs di Massenet.
L'uso del nome è stato però nettamente limitato per via di una terza figura così chiamata: Taide, una cortigiana citata da Terenzio nell'Eunuchus, che Dante, nel diciottesimo canto dell'Inferno, descrive con espressioni ben poco lusinghiere. Per questo motivo, in Italia Taide è attestato solamente disperso nelle regioni centro-settentrionali.

## Onomastico
L'onomastico si può festeggiare l'8 ottobre in memoria di santa Taide, una prostituta e poi penitente di Alessandria d'Egitto (la cui storia, leggendaria, non è però inclusa nel martirologio).

## Persone

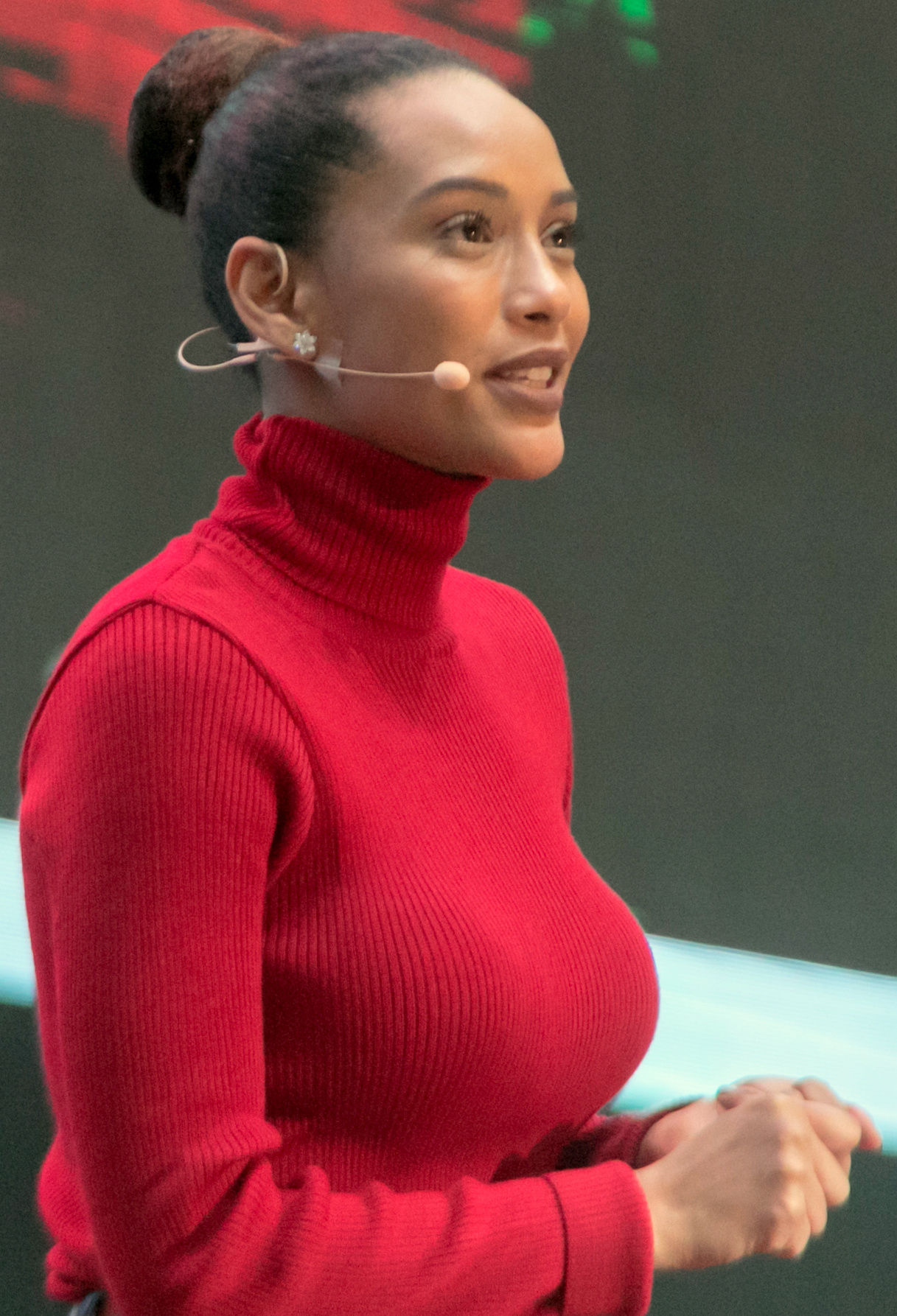
Taís Araújo

- Taide, etera ateniese

### Varianti
- Taís Araújo, attrice brasiliana
- Taïsija Čenčyk, atleta sovietica
- Thaísa de Menezes, pallavolista brasiliana
- Thaisa Moreno, calciatrice brasiliana
- Thais Souza Wiggers, modella e showgirl brasiliana
- Thaisa Storchi Bergmann, astrofisica brasiliana
- Taissa Farmiga, attrice statunitense
- Taïsija Udodenko, cestista ucraina

## Il nome nelle arti
- Taide è un personaggio letterario della commedia Eunuchus di Terenzio, citata anche da Dante Alighieri.
- Taide è il nome di diversi personaggi letterari in opere quali Leggenda Aurea di Iacopo da Varazze e Thais di Anatole France.
- Taís è un personaggio della telenovela La schiava Isaura.
- Thais è un personaggio del film del 1917 Thais, diretto da Hugo Ballin e Frank Hall Crane.
- Thaïs Galitzy è un personaggio del film del 1917 Thaïs, diretto da Anton Giulio Bragaglia.
- Thaïs è un'opera lirica di Jules Massenet.